# Рыбзавод-51
Рыбзаво́д-51 (Первомайск) — село в Дербентском районе Республики Дагестан. Входит в состав сельского поселения «Первомайский сельсовет».

## География
Расположено на приморской низменности, у побережья Каспийского моря, в 4 км к востоку от Дагестанских Огней и к северо-западу от дачных хозяйств города Дербент.

## Население
| 1926 | 1939 | 1970 | 1989 | 2002 | 2010 | 2021 |
| ---- | ---- | ---- | ---- | ---- | ---- | ---- |
| 29   | ↗191 | ↗325 | ↘235 | ↗257 | ↘226 | ↗270 |

Национальный состав
По результатам Всероссийской переписи населения 2021 года:
| Народ         | Численность, чел. | Доля от всего населения, % |
| ------------- | ----------------- | -------------------------- |
| даргинцы      | 120               | 44,44 %                    |
| азербайджанцы | 118               | 43,70 %                    |
| табасараны    | 14                | 5,20 %                     |
| русские       | 9                 | 3,33 %                     |
| другие        | 9                 | 3,33 %                     |
| всего         | 270               | 100 %                      |